# Liste d'entomologistes par pays
Entomologistes par pays

## Allemagne
- Toussaint von Charpentier (1779-1847)
- Maximilian Joseph Bastelberger (1851-1916), spécialiste des papillons
- Ernst August Girschner (1860-1914)
- Bert Hölldobler (né en 1936, spécialiste des fourmis)
- Johann Karl Wilhelm Illiger (1775-1813)
- Johann Friedrich Theodor Fritz Müller (1822-1897)
- Petr Wolfgang Wygodzinsky (1916-1987)

## Australie
- Alexander Walker Scott (1800-1883)
- Les Sœurs Scott: Harriett Scott(1830-1907), Helena Scott (1832-1910)

## Autriche
- Victor Apfelbeck (1859-1934, spécialiste des coléoptères)
- Josef Fahringer (1876-1950, spécialiste des hyménoptères)

## Belgique
- Pierre Basilewsky (1913-1993), spécialiste mondial des carabes africains
- Ernest Candèze (1827-1898, cofondateur de la Société royale belge d’entomologie)
- Auguste Lameere (1864-1942)
- Jean Leclercq (1921-, spécialiste des hyménoptères)
- Armand-Hippolyte d'Orchymont (1881-1947, conservateur de la section Entomologie du Musée royal d'Histoire naturelle de Belgique)
- Edmond de Sélys Longchamps (1813-1900, également mammologiste et ornithologue)
- Constantin Wesmael (1798-1872, spécialiste des hyménoptères)

## Brésil
- Dmytro Zajciw (1897-1976)

## Danemark
- Johan Christian Fabricius (1745-1808)

## États-Unis
- Harrison Gray Dyar (1866-1929)
- William Henry Edwards (1822-1909)
- Alfred E. Emerson (1896-1976)
- Howard Ensign Evans (1919-2002)
- Terry Erwin (né en 1940)
- Henry Clinton Fall (1862-1939)
- Jake C. Gaines (1903-1996)
- Hermann August Hagen(1817-1893)
- Moses Harris (1731-1785)
- Edward Fred Knipling (1909-2000, Prix mondial de l'alimentation 1992)
- Earle Gorton Linsley (1910-2000)
- Thomas Eduard Mittler (1928-2012)
- Alpheus Spring Packard (1839-1905)
- Carroll Newton Smith (1909-1992)
- Ray F. Smith (1919-1999)
- Theodore James Spilman (1925-1996)
- Charles Henry Tyler Townsend (1863-1944)
- Robert Leslie Usinger (1912-1968)

## France
- Victor Audouin (1797-1841)
- Jean-Baptiste Alphonse Dechauffour de Boisduval (1799-1879)
- Michel Boulard (1935-, spécialiste des cigales)
- Charles Jules Edmée Brongniart (1859-1899)
- Rémy Chauvin (1913-2009, spécialiste des insectes sociaux)
- Auguste Chevrolat (1799-1884)
- Achille Deyrolle (1813-1865)
- Émile Deyrolle (1838-1917)
- Jean-Henri Fabre (1823-1915, mondialement connu pour ses Souvenirs entomologiques)
- Henri Gadeau de Kerville (1858-1940)
- Étienne Louis Geoffroy (1725-1810)
- Alfred Giard (1846-1908)
- Yves Gomy (1942 - ) spécialiste des Coléoptères Histeridae
- Pierre-Paul Grassé (1895-1985, spécialiste des termites)
- Félix Édouard Guérin-Méneville (1799-1874)
- Charles Janet (1849-1932)
- René Jeannel (1879-1965)
- Théodore Lacordaire (1801-1870)
- Pierre-André Latreille (1762-1833, cofondateur de la Société entomologique de France le 31 janvier 1832.
- Eugène Le Moult (1882-1967), spécialiste des papillons.
- Sylvain Auguste de Marseul (1812-1890), coléoptériste (Histéridologue), fondateur de la revue L'Abeille.
- Renaud Paulian (1913-2003), correspondant de l'Académie des sciences, cofondateur du CIRAD.
- René-Antoine Ferchault de Réaumur (1683-1757)
- Étienne Léopold Trouvelot (1827-1895, introducteur du Bombyx disparate en Amérique du Nord)

## Italie
- Camillo Acqua (1863-1936, spécialiste du Ver à soie)
- Carlo Alzona (1881-1961)

## Kenya
- Thomas Risley Odhiambo (1931-2003)

## Norvège
- Embrik Strand (1876-1947)

## Pologne
- Czesław Bieżanko (1895-1986, spécialiste des papillons sud-américains)

## Royaume-Uni
- Robert McLachlan (1837-1904)
- Charles Rothschild (1877-1923, spécialiste des puces)
- Miriam Louisa Rothschild (1908-2005)
- Arthur Stanley Hirst (1883-1930)
- Charles Swinhoe (1838-1923)

## Russie
- Vladimir Nabokov (1899-1977), écrivain russo-américano-suisse et lépidoptériste spécialiste des Lycaenidae
- Dimitri Glazounov (1869-1914), cofondateur de la Revue Russe d'entomologie en 1901.
- Karl Robert Osten-Sacken (1828-1906), spécialiste des diptères Tipulidae
- Alexander Ivanovitch Petrunkevitch (1875-1964), arachnologue
- Aharon Shulov (1907-1997), entomologiste russo-israélien
- Alfred Balachowsky (1901-1983), franco-russe spécialiste des hémiptères et coléoptères
- Constantin Vladimirovitch Arnoldi (1901-1982), spécialiste des fourmis
- Grigory Yakovlevich Bey-Bienko (1903-1971)
- Mercury Sergeyevich Ghilarov (1912-1985), insectes du sol
- Pavel Iustinovich Marikovsky (1912-2008), hymenoptères, formicidae
- Boris Borisovich Rohdendorf (1904-1977), paléoentomologie, diptères
- Aleksandr Aleksandrovich Stackelberg (1897-1975), diptères
- Aleksei Konstantinovich Zagulyaev (1924-2007), spécialiste des lépidoptères Tineoidae
- Andrei Avinoff (1884-1949), lépidoptériste russo-américain
- Eduard Karlovich Brandt (1839-1891), spécialiste de la physiologie et la morphologie des insectes
- Otto Vasilievich Bremer (1812-1873), architecte et lépidoptériste
- Maximilien Chaudoir (1816-1881), coléoptères, carabidés
- Mikhail Danilevsky (1948- ), spécialiste des coléoptères cerambycidae
- Viktor Stepanovich Grebennikov (1927-2001), spécialiste des abeilles
- Grigori Groum-Grjimaïlo (1860-1936), lépidoptériste
- Gueorgui Jacobson (1871-1926), spécialiste des scarabées
- Nikolai Yakovlevich Kuznetsov (1873-1948), lépidoptériste
- Maxim Lazarev (1985- ), spécialiste des coléoptères cerambycidae
- Andrey Vasilyevich Martynov (1879-1938), paléoentomologue
- August Feodorovich Morawitz (1837- 1897), spécialiste des coléoptères
- Ferdinand Ferdinandovich Morawitz (1827-1896), hyménoptères
- Viktor Ivanovich Motchoulski (1810-1871), coléoptères
- Oleg Pavlovich Negrobov (1941-2021), spécialiste des diptères dolichopodidae
- Oktawiusz Bourmeister-Radoszkowski (1820-1895), général et hyménoptériste
- Alexandre Rasnitsyne (1936- ), paléoentomologue spécialiste des hyménoptères
- Boris Nikolayevich Schwanwitsch (1889-1957), lépidoptériste
- Andreï Semionov-Tian-Chanski (1866-1942), coléoptères
- Christian von Steven (1781-1863), coléoptères, lépidoptères
- Tikhon Sergeiewitsch Tchitcherine (1869-1904), coléoptères, l'un des fondateurs de la Revue russe d'entomologie
- Rustem Devletovich Zhantiev (1937- ), spécialiste des dermestidae

## Serbie
- Mihailo Gradojevic (ou Mihajlo)
- Zoran Gradojevic

## Suède
- August Emil Holmgren (1829–1888), hyménoptériste
- Carl von Linné (1707-1778)
- Olof Immanuel von Fåhraeus (1796–1884)